# Nicole Appleton

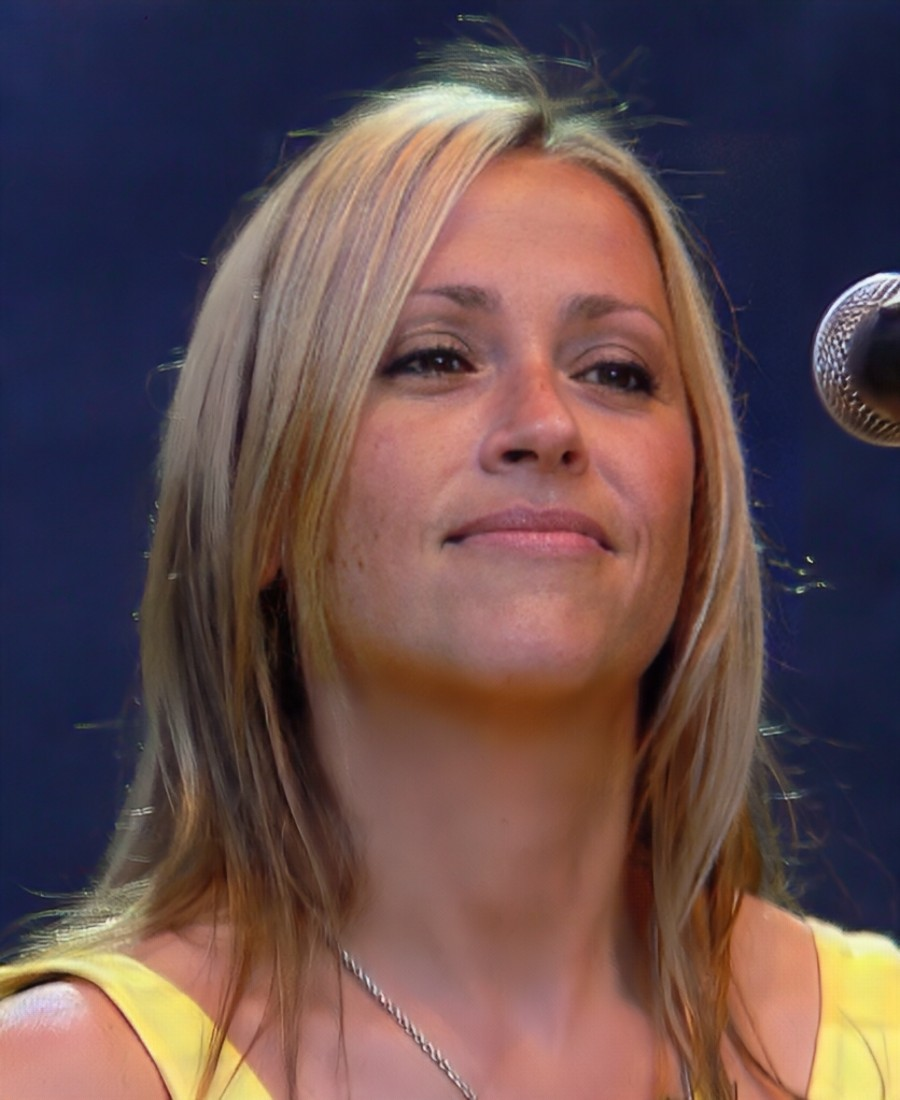
Nicole Appleton 2007

Nicole Marie Appleton (* 7. Dezember 1974 in Hamilton, Ontario) ist eine kanadische Sängerin. Sie ist wie ihre ältere Schwester Natalie Mitglied der Girlgroup All Saints.

## Leben und Werk
Appleton ist die Tochter von Mary und Ken Appleton. Ihre Mutter ist Britin und ihr Vater Kanadier. Appleton hat drei ältere Schwestern: Lori, Lee und Natalie. Die Eltern trennten sich, als die Schwestern noch Kinder waren. Ken Appleton zog nach London, wo ihn Nicole und Natalie Appleton regelmäßig besuchten. Später zog auch ihre Mutter nach London, so dass Nicole Appleton ihre Jugend in London verbrachte. Appleton besuchte in London die Sylvia Young Theatre School, wo sie Melanie Blatt kennenlernte.

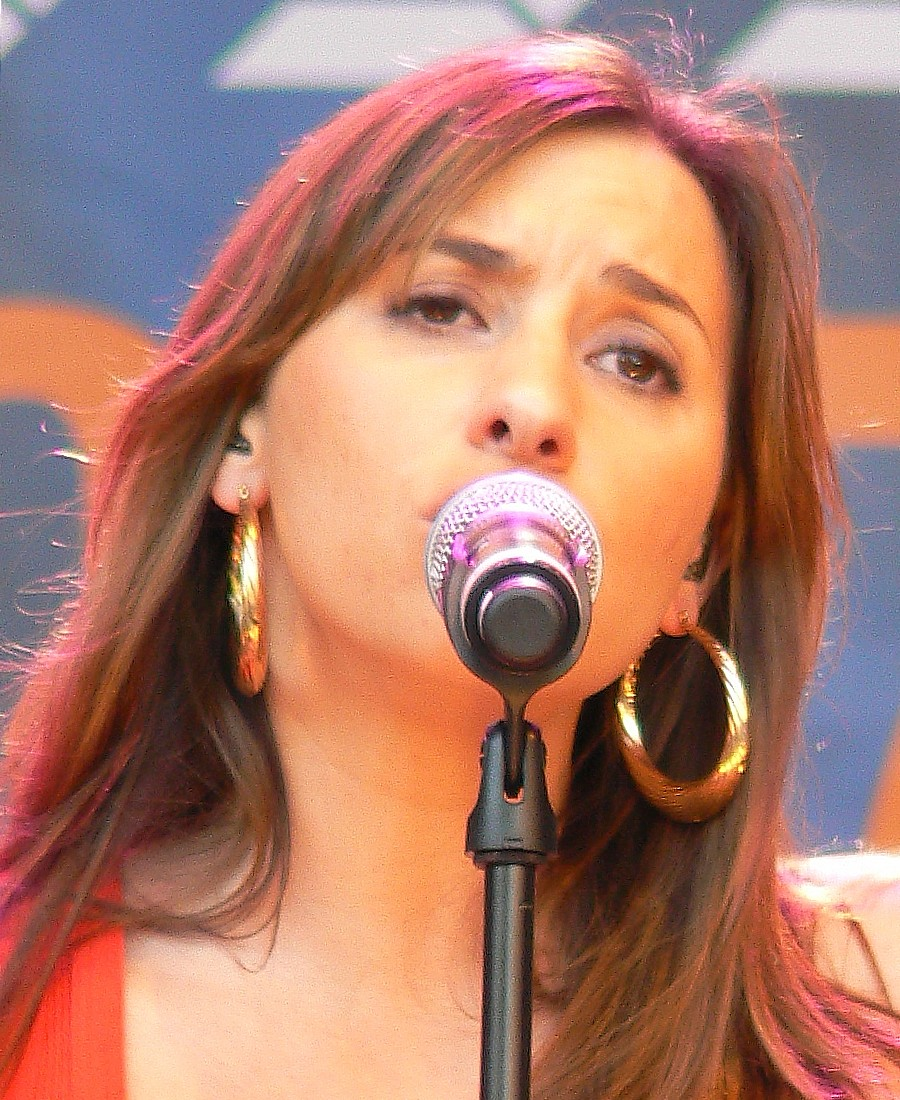
Melanie Blatt 2007

1996 wurden Nicole und Natalie Appleton Mitglied der von Melanie Blatt und Shaznay Lewis gegründeten Band All Saints. Die Musikgruppe veröffentlichte zwischen 1997 und 2001 zwei Longplayer und zahlreiche Singles, von denen fünf die Spitze der britischen Charts erreichten. Im Dezember 1997 lernte Appleton während der Dreharbeiten zu Top of the Pops den Musiker Robbie Williams kennen. Die beiden wurden ein Paar und verlobten sich 1998. Nach Aussage von Appleton war sie von Williams schwanger, ließ aber auf Druck ihrer Plattenfirma eine Abtreibung vornehmen. Nach der Abtreibung trennte sich das Paar im Januar 1999.
Im Jahr 2000 gaben die Appleton-Schwestern und Blatt ihr Filmdebüt mit Honest, bei dem der ehemalige Eurythmics-Musiker Dave Stewart Regie führte. Der Film, eine schwarze Komödie, die Ende der 1960er Jahre im Swinging London spielt, erhielt überwiegend negative Kritiken. Für den Soundtrack nahm Nicole Appleton mit Reflections ihre erste Solonummer auf. Reflections war 1967 ein Hit von Diana Ross and The Supremes. Nicole Appleton spielte 2000 auch in dem Horrorfilm Scream for Christmas mit.

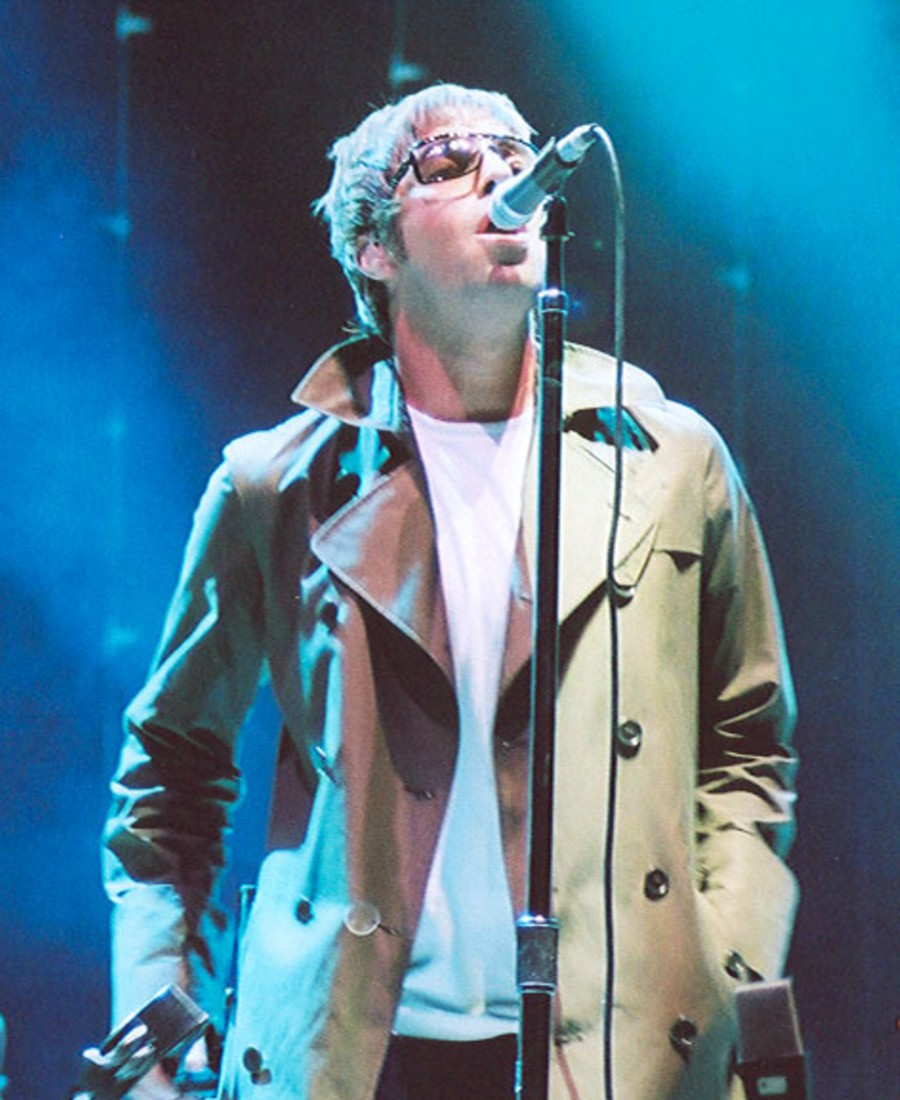
Liam Gallagher 2005

Im Jahr 2000 ging Appleton eine Beziehung mit Liam Gallagher ein, dem Frontmann der Gruppe Oasis. Im Juli 2001 brachte Appleton ihren gemeinsamen Sohn Gene Gallagher zur Welt. Liam Gallagher komponierte das Lied Songbird als Zeichen seiner Liebe zu Appleton. Der Song erschien 2002 auf dem Oasis-Longplayer Heathen Chemistry und 2003 als Singleauskopplung.
Nachdem sich 2001 die Band All Saints vorübergehend aufgelöst hatte, gründeten die Schwestern Nicole und Natalie das Popduo Appleton und gingen 2002 für Musikaufnahmen ins Studio. Im September 2002 veröffentlichten sie mit Fantasy ihre erste Single, die Platz 2 der britischen Single-Charts erreichte. Zusammen mit ihrer Schwester verfasste Nicole Appleton auch eine Autobiografie mit dem Titel Together, die im Oktober 2002 erschien. 2003 brachten die Schwestern den Longplayer Everything’s Eventual heraus und hatten mit den Singleauskopplungen Don’t Worry und Everything Eventually zwei weitere Hits.
2006 kam es zur Wiedervereinigung von All Saints. Die Band begann nach der Bekanntgabe der Reunion mit der Arbeit an ihrem dritten Studioalbum, das zusammen mit einer Singleauskopplung im November 2006 veröffentlicht wurde. Zwischen 2007 und 2010 moderierte Appleton zusammen mit Melanie Blatt einige Ausgaben der britischen Interview-Show The Hot Desk. Der erste Talkgast war Liam Gallagher, der Lebensgefährte von Nicole Appleton. Am 14. Februar 2008 heirateten Gallagher und Appleton in der Marylebone Town Hall in London.
2009 erfolgte eine erneute Auflösung der All Saints. 2011 moderierte Appleton eine Runde von Cover Me Canada, einem kanadischen TV-Gesangswettbewerb. Die neun Folgen wurden im Herbst 2011 im CBC-Programm ausgestrahlt. 2013 war Appleton Gastjurorin bei der Castingshow The X Factor. Im April 2014 ließ sich Appleton von Gallagher scheiden, nachdem sie erfahren hatte, dass Gallagher sie mit einer Journalistin betrogen hatte und diese ein Kind von ihm erwartete.
2014 kam Appleton mit den anderen Sängerinnen der All Saints wieder zusammen, um die Backstreet Boys für fünf Termine in Großbritannien und Irland auf der Bühne zu unterstützen. 2016 brachte die Band ihr viertes Studioalbum Red Flag heraus. Die Singleauskopplung One Strike wurde durch die Trennung von Appleton und Gallagher inspiriert. 2018 folgte das All-Saints-Album Testament. 2019 nahm Appleton zusammen mit Melanie Blatt an einer Episode der Reality-TV-Show Celebrity Gogglebox teil. Nach der Ausstrahlung ließen sie sich für eine weitere Episode gewinnen.
Seit 2019 ist Appleton mit Stephen Haines liiert. Im März 2020 gab das Paar die Geburt der gemeinsamen Tochter Skipper Hudson Haines bekannt. Die Schwangerschaft hatte das Paar zuvor geheim gehalten. Haines ist seit 2007 bei Meta Platforms (vormals Facebook Inc.) tätig und in leitender Funktion für die globale Entwicklung zuständig. Im Oktober 2021 heirateten Appleton und Haines.

## Diskografie
- 2000: Reflections (Soundtrack zum Spielfilm Honest)
- 2002: Fantasy (Single mit Appleton)
- 2003: Don’t Worry (Single mit Appleton)
- 2003: Everything’s Eventual (LP mit Appleton)
- 2003: Everything Eventually (Single mit Appleton)